# King Island, Nunavut
King Island är en ö i Kanada.   Den ligger i ögruppen Button Islands i territoriet Nunavut, i den östra delen av landet, 1 800 km nordost om huvudstaden Ottawa. Arean är 1,5 kvadratkilometer.
Terrängen på King Island är platt. Öns högsta punkt är 61 meter över havet. Den sträcker sig 1,9 kilometer i nord-sydlig riktning, och 1,8 kilometer i öst-västlig riktning.